# Phyxelida
Phyxelida és un gènere d'aranyes araneomorfes de la família dels fixelídids (Phyxelididae). Fou descrit per primera vegada l'any 1894 per Eugène Simon.
Va ser considerada una sinonímia de Haemilla (Simon, 1909) i d' Amphigyrioides (Strand, 1913) per Lehtinen el 1967. Fou transferida dins els fixelídids des dels amauròbids (Amaurobiidae) per Griswold et al l'any 1999.
Les espècies d'aquest gènere es distribueixen bàsicament per l'est d'Àfrica i, alguna espècie, pel sud d'Àfrica i per la conca mediterrània oriental (Xipre, Turquia, Israel).

## Taxonomia
Segons el World Spider Catalog amb data del 3 de gener de 2019, el gènere Phyxelida té reconegudes 17 espècies:
- Phyxelida abyssinica Griswold, 1990 – Etiòpia
- Phyxelida anatolica Griswold, 1990 – Xipre, Turquia, Israel
- Phyxelida apwania Griswold, 1990 – Kenya, Tanzània
- Phyxelida bifoveata (Strand, 1913) – Est d'Àfrica
- Phyxelida carcharata Griswold, 1990 – Kenya
- Phyxelida crassibursa Griswold, 1990 – Kenya
- Phyxelida eurygyna Griswold, 1990 – Malawi
- Phyxelida irwini Griswold, 1990 – Kenya
- Phyxelida jabalina Griswold, 1990 – Tanzània
- Phyxelida kipia Griswold, 1990 – Tanzània
- Phyxelida makapanensis Simon, 1894 – Sud-àfrica
- Phyxelida mirabilis (L. Koch, 1875) – Etiòpia
- Phyxelida nebulosa (Tullgren, 1910) – Kenya, Tanzània
- Phyxelida pingoana Griswold, 1990 – Kenya
- Phyxelida sindanoa Griswold, 1990 – Kenya
- Phyxelida tanganensis (Simon & Fage, 1922) – Tanzània
- Phyxelida umlima Griswold, 1990 – Tanzània